# Barnholmen (Djurö socken)

Barnholmen är en ö i Djurö socken i Värmdö kommun, mellan Djurö och Vindö. Ön har en yta av 5,3 hektar.
Barnholmen bebyggdes med en sommarstuga på 1940-talet, varefter fler tillkommit. 2012 fanns åtta fastigheter på ön, varav en permanentbostad. Huvuddelen av öns yta består av tomtmark.